# La gozadera
La Gozadera es una canción lanzada el 30 de abril de 2015 por el dúo cubano Gente de Zona en colaboración con el estadounidense Marc Anthony. De carácter festivo, esta canción es una mezcla entre los géneros de salsa y reguetón y su letra homenajea la cultura latinoamericana, mencionando a los veinte países que conforman Iberoamérica y a la ciudad Miami, culturalmente asociada, pero excluyendo a Haití, y la Europa Latina, pese a que habla de los "latinos".

## Lanzamiento
Está escrita en español, por los integrantes del dúo Gente de Zona: Alexander Delgado Hernández y Randy Malcolm y por el artista Arbise González. Producida por el compositor Motiff y Sergio George, fue lanzada el día 30 de abril de 2015 en formato de descarga digital y promo, bajo el sello discográfico Sony Music Entertainment US Latin LLC. 
Tiene una duración total de unos 3 minutos con 23 segundos.

## Video musical
El vídeo musical fue dirigido por el director Alejandro Pérez y grabado en Cuba, mientras que las escenas en las que aparece el cantante Marc Anthony fueron grabadas en República Dominicana.
Guitarra, tambor

## Listas musicales
Desde su lanzamiento en abril de 2015, la canción ha tenido un gran éxito considerable a nivel internacional, siendo unas de las canciones del verano de ese año. Ha sido una de las más descargadas y populares en numerosas plataformas en línea y cuyo videoclip a día de hoy cuenta con una cantidad de más de mil millones de reproducciones en YouTube. También ha estado incluida en diversas listas musicales oficiales de Estados Unidos y de países de Europa como: España, Suiza, Bélgica, Rumanía, Francia o Italia, donde ha llegado a ser certificada por la Federación de la Industria Musical Italiana (FIMI) como Disco de Oro. Además, ha logrado algunos premios y nominaciones de gran prestigio.

## En los medios
"La Gozadera" apareció en la película de animación chilena de Illumination Entertainment Condorito: la película de 2017. 
Para 2021, en marco a la celebración de la Copa América se estrena la versión remix, la cual fue la canción oficial del evento. Esta versión tiene algunos cambios con respecto a la letra original, con el propósito de mencionar únicamente a los países participantes de la competencia.

## Formatos
Descarga digital
| "La Gozadera" |               |          |  |
| N.º           | Título        | Duración |  |
| 1.            | «La Gozadera» | 3:23     |  |

## Posiciones en las listas
| Chart (2015)                                | Peak position |
| ------------------------------------------- | ------------- |
| Bélgica (Flandes) (Ultratip Bubbling Under) | 55            |
| Bélgica (Valonia) (Ultratip Bubbling Under) | 47            |
| España (Top 100 Canciones)                  | 1             |
| Estados Unidos (Hot Latin Songs)            | 2             |
| Estados Unidos (Latin Pop Airplay)          | 3             |
| Estados Unidos (Tropical Airplay)           | 1             |
| Francia (SNEP)                              | 124           |
| Rumanía (Romanian Top 100)                  | 8             |
| Suiza (Schweizer Hitparade)                 | 34            |
| Chile Top 20 general (Monitor Latino)       | 5             |

## Certificaciones y ventas
| País   | Organismo Certificador | Certificación | Ventas Certificadas | Ref.   |
| ------ | ---------------------- | ------------- | ------------------- | ------ |
| Italia | FIMI                   | Oro           | 15 000              | [ 14 ] |

## Premios y nominaciones
- Premios Grammy Latinos - Ganadores